# Life in a Tin Can
Albums de Bee Gees
To Whom It May Concern
(1972) Mr. Natural
(1974)
Life in a Tin Can est le neuvième album studio des Bee Gees, sorti en 1973. Les frères Gibb proposent un album plus country, il ne contient pas d'innovation musicale mais reste celui qui a été le moins vendu dans la carrière du groupe.
Des musiciens réputés ont accompagné le groupe sur cet album, dont le bassiste et violoniste Rick Grech qui a aussi joué avec les groupes Family, Blind Faith et Traffic.  On y retrouve aussi la pianiste de jazz Jane Getz ainsi que le batteur Jim Keltner.

## Titres
Toutes les chansons sont de Barry, Robin and Maurice Gibb, sauf indication contraire.
1. Saw a New Morning – 4:13
2. I Don't Wanna Be the One (B. Gibb) – 4:05
3. South Dakota Morning (B. Gibb) – 2:25
4. Living in Chicago – 5:39
5. While I Play (B. Gibb) – 4:28
6. My Life Has Been a Song (B. Gibb) – 4:21
7. Come Home Johnny Bridie (B. Gibb) – 3:50
8. Method to My Madness – 3:10

## Personnel
Bee Gees
- Barry Gibb : chant, chœurs, guitare
- Robin Gibb : chant
- Maurice Gibb : chant, guitare, basse, piano, claviers

Musiciens invités
- Alan Kendall : guitare solo
- Sneaky Pete Kleinow : guitare steel sur "South Dakota Morning" et "Come Home Johnny Bridie"
- Tommy Morgan : harmonica sur "South Dakota Morning" et "My Life Has Been a Song"
- Jerome Richardson : flûte sur "Living in Chicago"
- Rick Grech : violon et basse sur "While I Play"
- Jane Getz : piano sur "Come Home Johnny Bridie"
- Jim Keltner : batterie
- Johnny Pate : arrangements des cordes